# Xiaomi YU7
El Xiaomi YU7 (xinès simplificat: 小米YU7, pinyin: xiǎomǐ YU7) és un SUV crossover de luxe de mida mitjana i elèctric de bateria desenvolupat per l'empresa xinesa Xiaomi Auto, una filial de l'empresa xinesa d'electrònica de consum Xiaomi. És el segon vehicle de Xiaomi després del reeixit SU7, i és el primer SUV crossover de la marca.
Segons l'anunci de Xiaomi del 28 de març de 2025, la pronunciació xinesa de YU7 és "小米御7" ( pinyin : xiǎomǐ yùqī ), on "御" (pinyin:" yù ") significa "carro de terra, muntant el vent". L'YU7 està disponible en tres variants: YU7, YU7 Pro i YU7 Max.
Segons comentaristes occidentals, s'espera que l'YU7 esdevinga la major amenaça per al domini del Tesla Model Y en el segment dels crossovers elèctrics premium a la Xina, del qual ha sigut el líder de vendes en el segment des de la seua introducció al mercat xinés el 2021.

## Història
A mitjans del 2024, es van vore simuladors de desenvolupament de l'YU7 en fase de proves i van aparéixer diverses fotos espia a internet.
El 9 de desembre de 2024, Xiaomi va revelar imatges exteriors del YU7 amb un termini de llançament oficial previst per a mitjans de 2025; a més, algunes especificacions i imatges del vehicle es van revelar mitjançant documents d'homologació públics al MIIT de la Xina. Els representants de Xiaomi van dir que l'empresa va homologar el vehicle diversos mesos abans del necessari per provar-lo en públic sense camuflatge, cosa que va permetre una millor prova de les característiques NVH, l'eficiència i l'autonomia del tren motriu i la durabilitat general.
L'YU7 es fabrica a la fàbrica de vehicles elèctrics F2 de Xiaomi a Yizhuang, Beijing, la construcció de la qual va començar a l'agost de 2024 i està previst que finalitze al juliol de 2025.
Després de publicar imatges de l'interior el dia anterior, Xiaomi va llançar el YU7 en un esdeveniment de llançament de producte el vespre del 22 de maig de 2025. Va estar disponible per primera vegada per a la seva visualització pública a l'Auto Shenzhen 2025 a principis de juny, i els models van aparéixer als concessionaris dies després. El llançament del vehicle es va avançar al 26 de juny, després que s'haguera anunciat originalment que seria el juliol de 2025 a la presentació del maig.
L'YU7 es va llançar en un esdeveniment de productes d'ecosistema complet de Xiaomi el vespre del 26 de juny de 2025 amb un preu de venda al públic d'entre 253.500 i 329.900 iuans, i les comandes anticipades es van obrir al final de l'esdeveniment. Es preveu que els primers lliuraments comencen al juliol, i que la producció en massa de comandes personalitzades comence a l'agost.

## Especificacions
L'YU7 és un SUV crossover mitjà-gran de 5.0-metre (16.4 ft) de llarg construït sobre la plataforma Modena de Xiaomi compartida amb el sedan SU7. Xiaomi diu que té una dimensió L113 extra llarga, distància entre l'eix davanter i el pedal de fre, de 680 mm (26.8 in). Des de Xiaomi s'afirma que el vehicle es va sotmetre a 539 dies de proves de carretera en el món real que van cobrir un total de 6,490,000 km (4,030,000 mi) i per un total de 10,620,000 km (6,600,000 mi) de totes les proves cobertes per 653 cotxes de prova. El YU7 Max va cobrir 3,944 km (2,451 mi) en una prova de resistència de 24 hores amb velocitats superiors a 210 km/h (130 mph), pensat per desafiar l'eficiència d'alta velocitat, la llarga durada de la bateria, la càrrega ràpida i la refrigeració.
La part frontal consta d'una entrada d'aire inferior flanquejada per reixetes de ventilació de cortina d'aire. Una ventilació per sobre dels fars condueix a una sortida més avall del capó en forma de closca, a prop del parabrisa. Xiaomi afirma que la caputxa de tipus clamshell, que mesura 1,960 × 1,587 mm (77.2 × 62.5 in), és el capó d'alumini més gran d'un vehicle produït en sèrie amb 3.11 m2 (33.5 sq ft)  i redueix el coeficient d'arrossegament en 2 punts i pesa vora la meitat d'un disseny d'acer convencional. Les portes tenen manetes enrasades que s'il·luminen i utilitzen un mecanisme de plegat cap a dins, i es poden desbloquejar mitjançant la connexió UWB d'un telèfon intel·ligent. També té retrovisors laterals sense marc i sis opcions de llantes de 19, 20 i 21 polzades. La part posterior presenta un disseny inclinat amb un aleró tipus ala davant d'un aleró de cua d'ànec inferior de 22° que integra la tira de llums posteriors, que segueix un disseny similar al de l'YU7. Està disponible en nou colors, incloent-hi verd maragda metàl·lic, taronja lava, plata titani metàl·lic i blanc perla. Segons els seus creadors, el color de pintura verd maragda metàl·lic exclusiu del YU7 està inspirat en les maragdes colombianes i està pintat mitjançant un procés de polvorització de doble capa que implica tres pintures metàl·liques i nacrades diferents.
L'YU7 té una capacitat de càrrega posterior de 678-litre (23.9 cu ft)  que s'amplia fins a 1,758-litre (62.1 cu ft) amb els seients posteriors plegats, i es complementa amb un maleter de 141-litre (5.0 cu ft) .
Totes les variants de l'YU7 estan equipades amb el sistema de conducció autònoma supervisada de Xiaomi anomenat Xiaomi HAD. Totes les variants utilitzen el mateix conjunt de sensors, incloent-hi un LiDAR muntat al sostre amb un 200-metre (660 ft), un radar 4D mmWave, 11 càmeres i 12 sensors ultrasònics, i utilitzen un xip Nvidia DRIVE AGX Thor-U capaç de 700 TOPS.
L'YU7 funciona amb una potència de tracció posterior o dos motors duals de tracció total, tots utilitzant els motors HyperEngine V6s Plus de desenvolupament propi de Xiaomi i una arquitectura elèctrica SiC de 871V.

## Vendes
En tres minuts després de la presentació de llançament del 26 de juny de 2025, que va finalitzar a les 22:00, l'YU7 va rebre 200.000 comandes prèvies. Va rebre més de 289.000 comandes anticipades en una hora.
Les reserves anticipades requereixen un import de CN¥5,000 (US$700) amb un període de reemborsament d'una setmana, amb una quantitat limitada de models de lliurament anticipat disponibles amb un dipòsit de CN¥20,000 no reemborsables (US$2,800). Durant un període limitat entre el 26 i el 29 de juny de 2025, aquells que tinguen comandes bloquejades no lliurades del Xiaomi SU7 o SU7 Ultra poden canviar la seua comanda per un YU7.